# Amrumer Straße
Amrumer Straße is een station van de metro van Berlijn, gelegen onder de kruising van de Luxemburger Straße, de Amrumer Straße en de Torfstraße in het Berlijnse stadsdeel Wedding. Het metrostation werd geopend op 28 augustus 1961 en wordt bediend door lijn U9. De volledige naam van het station luidde oorspronkelijk Amrumer Straße (Rudolf-Virchow-Krankenhaus); toen dit ziekenhuis in 1988 werd hernoemd tot Virchow-Klinikum schrapte men de toevoeging uit de stationsnaam.
De bouw van lijn G, de huidige U9, was een direct gevolg van de deling van de Berlijn na de Tweede Wereldoorlog. De historische binnenstad was in Oost-Berlijn komen te ligen en in het westen van de stad ontstond een nieuw centrum rond Bahnhof Zoo en de Kurfürstendamm. Om het nieuwe centrum met de dichtbevolkte buitenwijken te verbinden besloot men een nieuwe noord-zuidlijn te bouwen die de oude binnenstad ontweek. Deze lijn zou tevens de tot het West-Berlijnse net behorende, maar deels over Oost-Berlijns grondgebied verlopende U6 en U8 versterken. Eind augustus 1961, slechts twee weken nadat de Muur de stad fysiek spleet, kwam het eerste deel van lijn G, waarvan ook station Amrumer Straße deel uitmaakt, in gebruik.
Station Amrumer Straße heeft een eilandperron met aan beide uiteinden uitgangen die via een tussenverdieping leiden naar de Luxemburger Straße. Zoals alle metrostations uit deze periode werd Amrumer Straße ontworpen door Bruno Grimmek. Het geknikte, licht welvende dak en de met glasmozaïek beklede zeshoekige zuilen zijn kenmerkende elementen voor Grimmeks stijl. Afwijkend is echter dat het dak in het zuidelijke deel van het station lager en vlak is. Hierboven bevindt zich een tunnel in ruwbouw, die tegelijk met het station werd aangelegd en bestemd was voor een nieuwe snelweg, de zogenaamde Westtangente. Vanwege de kruisende tunnel zijn de zuilen op dit deel van het perron ook aanzienlijk dikker. De snelweg zou echter nooit gebouwd worden.
De wanden langs de sporen waren oorspronkelijk bekleed met witte tegels, een verwijzing naar het nabijgelegen ziekenhuis. Nadat deze tegels al enkele jaren loslieten, werden ze in 2000 echter verwijderd. Vervolgens bepaalden kale betonnen muren enkele jaren het aangezicht van het station. In 2004 knapte men het metrostation op; de wanden werden donkerblauw geschilderd en grotendeels bekleed met rechthoekige panelen van turquoisekleurig, ondoorzichtig glas. Tegelijkertijd werden er twee liften geïnstalleerd.